# ウィラード・マリン・キングストン哨戒艇

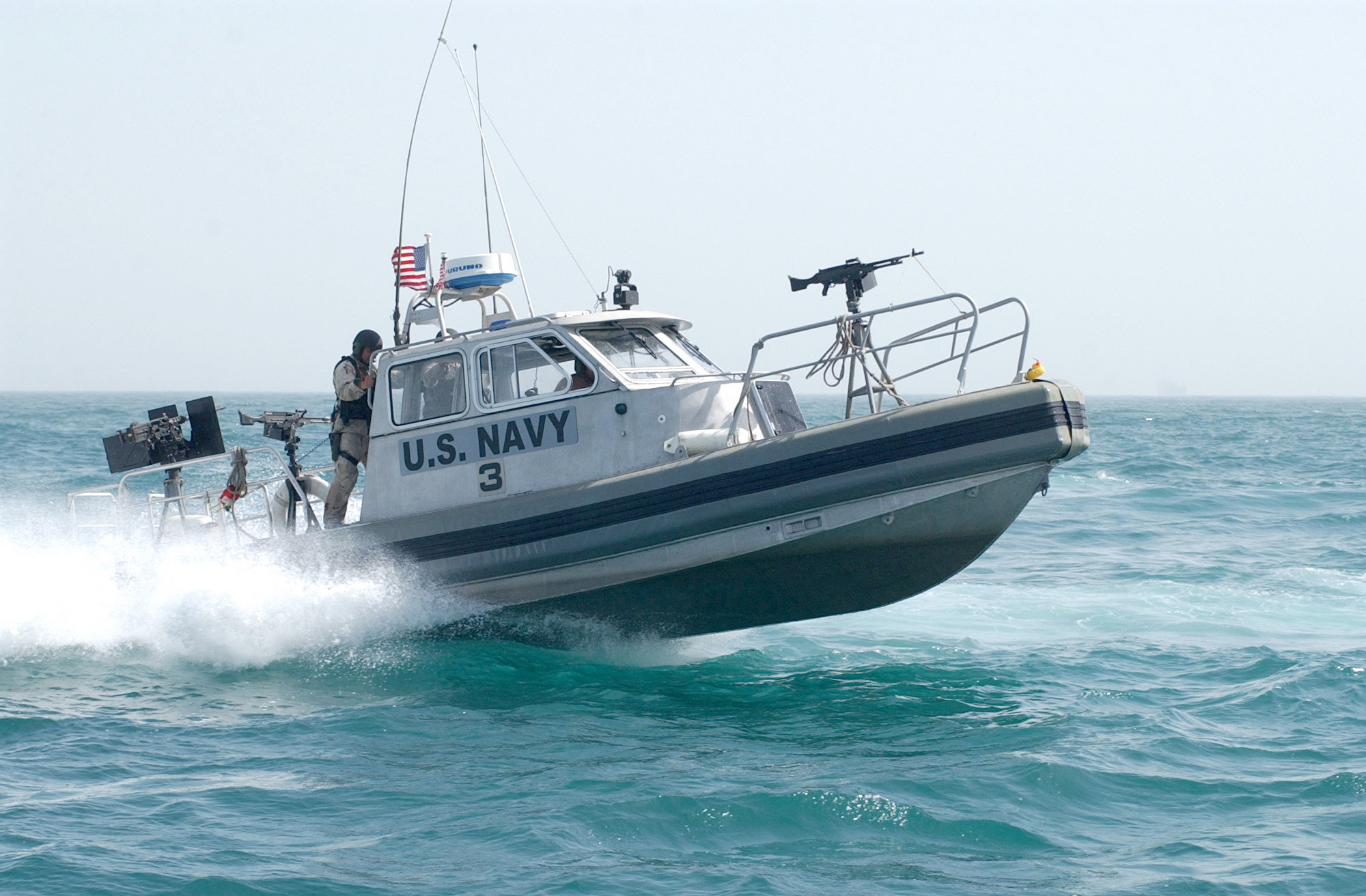
ウィラード・マリン・キングストン哨戒艇。第1バッチに属する

ウィラード・マリン・キングストン哨戒艇（英語: Willard Marine Kingston）は、ウィラード・マリン社製の複合型哨戒艇。32フィート型がアメリカ海軍に採用されて運用中である。

## 概要
アメリカ海軍は、2001年ごろより複数種の複合型哨戒艇を調達して運用しており、ウィラード・マリン・キングストンもそのひとつである。計5隻が調達され、32IB001-32IB005の番号が付されている。2001年より就役した第1バッチ3隻は、基本的に市販艇に武装を施したのみであった。続く第2バッチ2隻はアメリカ海軍の運用に応じた改設計を受けている。これらは、港湾の保安のほか、重要水路の警備などを担当する。
キングストン哨戒艇は、軽合金製の船体および上部構造物と膨張式の浮体から構成されており、非常に優れた旋回性能を有している。機関は船内式を採用している。武装としては、第1バッチでは操舵室前方と船尾甲板の両舷に機関銃用のピントル・マウントが設置されていたが、第2バッチでは、操舵室前方のものはコックピット型の本格的な機銃座となった。
ただし、当初予測された大量調達は行われず、30フィート級の小型哨戒艇としては、28フィート級および34フィート級のシー・アーク・ドーントレス哨戒艇（計100隻以上）が整備されていくことになる。

## 諸元
- 満載排水量：5.5トン
- 全長：9.8メートル (32 ft)
- 幅：2.7メートル (8.9 ft)
- 吃水：0.6メートル (2.0 ft)
- 機関：カミンズ6BTAディーゼルエンジン×2基, ハミルトン274型ウォータージェット推進機×2基（710馬力）
- 速力：30ノット (56 km/h)
- 武装：M60 7.62mm機関銃×3丁
- 乗員：5名